# 巴尔尕依提河

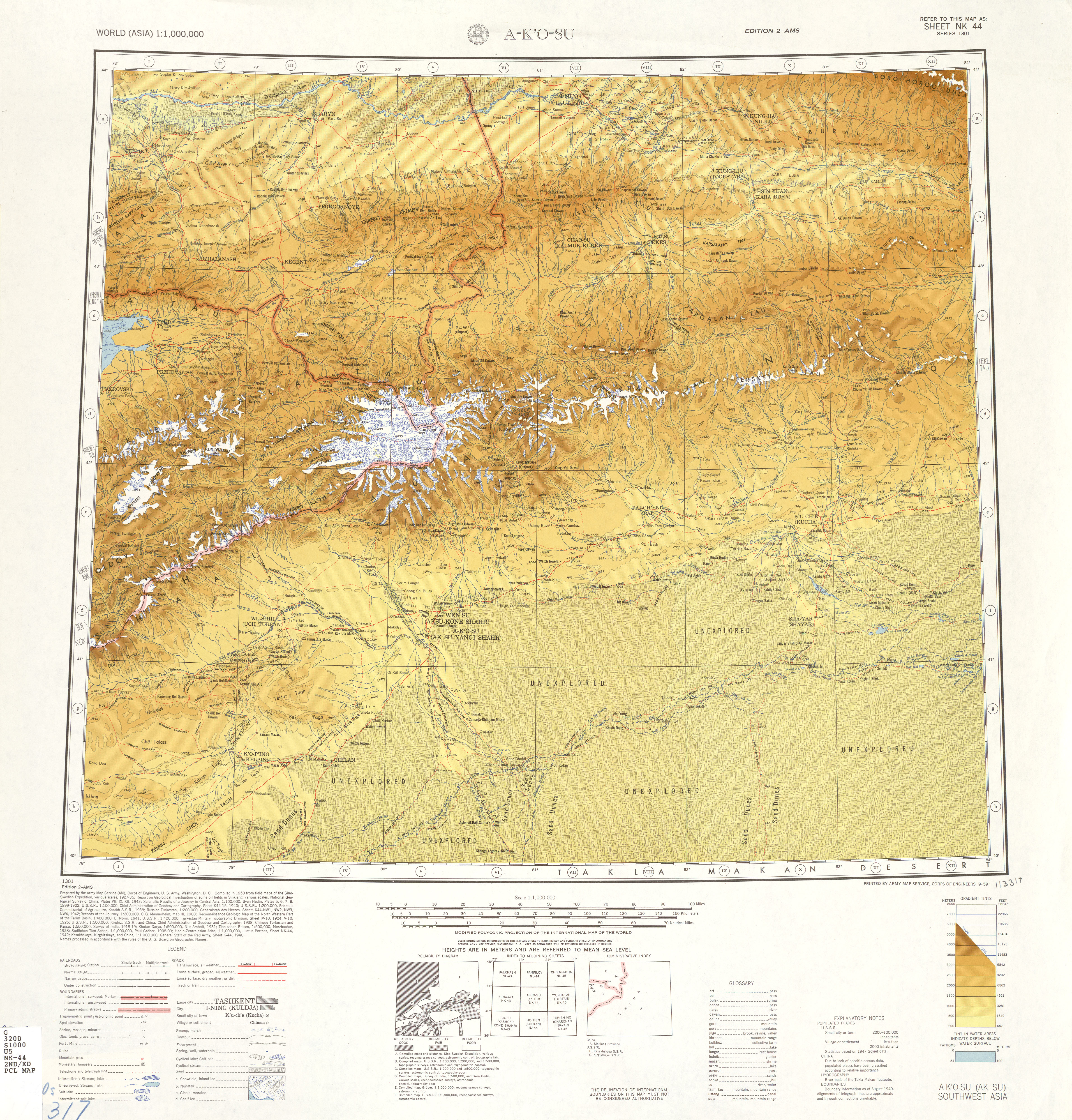
新疆西部地区的地形图，巴尔尕依提河在图中右上角，标注为Bargatu。

巴尔尕依提河也作巴尔盖提河，位于中华人民共和国新疆维吾尔自治区伊犁哈萨克自治州尼勒克县中部的一条河流，喀什河右岸支流。发源于博罗科努山脊南侧西南果勒冰川，先自东向西流，之后转向南流，于科克浩特浩尔蒙古族乡奇仁托海村注入喀什河吉林台水库。河流全长31.8千米，流域面积232平方千米。